# Панк, Кито
Ки́то Панк, немецкий вариант — Христиан Панк (н.-луж. Kito Pank; нем. Christian Pank, 23 октября 1808 года, деревня Дешно (Dissen), Нижняя Лужица, Германия — 3 мая 1898 года, Котбус) — лютеранский священнослужитель, серболужицкий писатель и публицист. Писал на нижнелужицком языке. Редактор газеты «Bramborski Serbski Casnik».
Родился в 1808 году в крестьянской семье в серболужицкой деревне Дешно. Окончил гимназию в Котбусе. Изучал лютеранское богословие в Берлине. С 1837 года — настоятель лютеранского прихода в деревне Лютоль и с 1852 по 1886 года — настоятель в родной деревне Дешно. После выхода на пенсию проживал в Котбусе.
С 1852 по 1863 года был редактором первой в истории нижнелужицкой газеты «Bramborski Serbski Casnik». Публиковал свои статьи в этой же газете. В 1880 году вступил в серболужицкую культурно-просветительскую организацию «Матица сербская».